# STS-61-E
STS-61-E, voluit Space Transportation System-61-E, is een geannuleerde space shuttle missie die de ASTRO-1 satelliet in de ruimte moest krijgen. De missie was gepland met Spaceshuttle Columbia,
maar werd geannuleerd omdat de Challenger verongelukte na de lancering op 28 januari 1986.

## Bemanning
De bemanning zou bestaan uit:
- Jon McBride
- Richard N. Richards
- David Leestma
- Jeffrey A. Hoffman
- Robert A. Parker
- Samuel T. Durrance
- Ronald A. Parise